# Zygmunt Szczęsny Feliński
 (décembre 2019).
Si vous disposez d'ouvrages ou d'articles de référence ou si vous connaissez des sites web de qualité traitant du thème abordé ici, merci de compléter l'article en donnant les références utiles à sa vérifiabilité et en les liant à la section « Notes et références ».
Zygmunt Feliński (Wojutyn, 1er novembre 1822 - Cracovie, 17 septembre 1895) est un érudit, évêque  socialement engagé, archevêque de Varsovie et fondateur de l'Institut des Franciscaines de la famille de Marie. Il est vénéré comme saint par l'Église catholique.

## Biographie
Né à Wojutyn (en Volhynie, un ancien territoire polonais appartenant à cette époque à l'Empire russe) dans une famille noble et religieuse. Il a dix frères et sœurs. Son père Gerard Feliński meurt alors qu'il a onze ans. Quand il a seize ans, sa mère, Ewa Wendorff-Felińska, est déportée en Sibérie pour ses activités patriotiques et le gouvernement tsariste confisque le patrimoine familial laissant six de ses frères et sœurs sans toit.  
Feliński étudie les mathématiques à l'université de Moscou, puis des sciences humaines à la Sorbonne et au Collège de France. Il adopte comme devise : « Être Polonais sur cette terre, c’est vivre avec divinité et noblesse. » et participe à l’insurrection de la Grande Pologne, en 1848. 
En 1851, il revient en Pologne et prend sa décision de devenir prêtre. Il entre au Grand séminaire de Żytomierz puis étudie au Séminaire de Saint-Pétersbourg, une académie ecclésiastique surtout fréquentée par les Polonais, puisque le catholicisme n'est pas la religion de l'Empire russe. Il est ordonné prêtre le 8 septembre 1855 et exerce son activité dans le domaine de la pastorale et de l'enseignement.
En 1862, il est nommé par le bienheureux pape Pie IX archevêque de Varsovie. En tant qu’archevêque, il doit faire face à l’antipathie du clergé de Varsovie, qui soupçonne le Père Feliński travaille pour le tsar et non pour l’Eglise. Il rouvre les églises fermées, tout en visitant les archidiocèses, les hôpitaux, les refuges pour les pauvres et sans-abris, les couvents, ainsi que le refuge tenu par les Juifs dans le quartier de la Wola à Varsovie. Il obtient la grâce de nombreux prêtres envoyés en Sibérie. Il introduit à Varsovie les Sœurs de Notre Dame de la Miséricorde ainsi que les Sœurs de la Famille de Marie, afin qu’elles prennent en charge l’éducation des filles les plus démunies. Il se consacre avec courage à la défense de la liberté de l'Église vis-à-vis de l'État. 
Après le début de l'insurrection de Janvier 1863,  les répressions de l'occupant russe se font de plus en plus fortes, l’archevêque se sent profondément responsable de l’Eglise qui lui est confiée. Prenant la défense des Polonais devant le tsar, il lui écrit une lettre intransigeante, dans laquelle il l’appelle à rendre la Pologne libre. La lettre est publiée dans la gazette française le Journal. Le Père Feliński est déporté pour 20 ans à Iaroslavl, de l’autre côté de la Volga en Russie. Il y vit pendant vingt ans, en assistant spirituellement les catholiques et les exilés de Sibérie et, en se consacrant au réveil du catholicisme dans l'Empire russe. Il y construit une église catholique. 
Libéré grâce à l'intervention du Saint-Siège en 1883, il ne lui est pas permis de retourner à Varsovie. Nommé archevêque titulaire (in partibus) de Tarse, il passe les douze dernières années de sa vie à Dźwiniaczka en Galicie, en semi-exil sous la domination autrichienne. Il y travaille inlassablement au bien spirituel des paysans polonais et ukrainiens. Il s'intéresse à leur instruction, en fondant la première école du pays. Il ouvre une école maternelle et construit une église et un couvent pour les Sœurs de la Famille de Marie. Il meurt à Cracovie le 17 septembre 1895 en odeur de sainteté. 

## Béatification et canonisation
Il est béatifié par le pape Jean-Paul II en 2002, puis canonisé par le pape Benoît XVI en 2009.